# مديرية المخابرات العسكرية (فرنسا)
مديرية المخابرات العسكرية (بالفرنسية: Direction du renseignement militaire)‏ ،(DRM) هي وكالة مخابرات فرنسية مهمتها جمع معلومات المخابرات العسكرية ومركزيتها للقوات المسلحة الفرنسية. أنشئت في عام 1992، دورها مشابه لدور وكالة استخبارات الدفاع (الولايات المتحدة)، استخبارات الدفاع (المملكة المتحدة) أو مديرية المخابرات الرئيسية (الاتحاد الروسي). تقدم الإدارة تقاريرها مباشرة إلى رئيس الأركان وإلى رئيس فرنسا، القائد الأعلى للجيش الفرنسي.
إن المديرية جزء من مجتمع المخابرات الفرنسية.

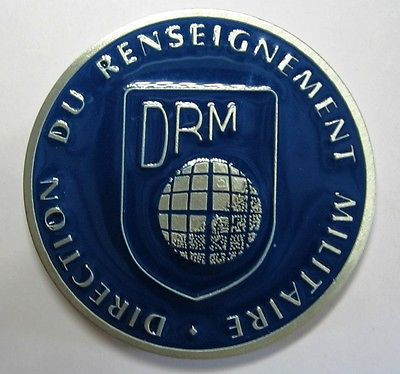
شارة قديمة من DRM

## مهمة
تتمثل مهمتها في توفير المعلومات الاستخبارية في الوقت المناسب وتلبية احتياجات وزارة الدفاع الفرنسية ووكالات الدفاع.